# Джордж Камбосос — Максі Г'юз
Бій Джордж Камбосос — Максі Г'юз (англ. George Kambosos Jr vs Maxi Hughes) — професійний боксерський поєдинок між колишнім володарем титулів WBA, WBO та IBF у легкій вазі Джорджом Камбососом і чемпіоном IBO Максі Г'юзом. Бій відбувся 22 липня 2023 року на Файрлейк Арені в Шауні (Оклахома, США). Джордж Камбосос здобув перемогу рішенням більшості.

## Передумови
Джордж Камбосос, 7-й номер рейтингу The Ring у легкій вазі, став одним із найвизначніших боксерів у своїй ваговій категорії, завоювавши велику кількість регіональних титулів. Австралієць кілька разів бився в США, проте не привертав до себе уваги. Прорив у кар'єрі Камбососа стався після перемоги у поєдинку проти Лі Селбі (SD 12) в елімінаторі IBF.
Ця перемога дозволила австралійцю вийти на ринг проти тодішнього чемпіона світу в легкій вазі за версіями IBF, WBA та WBO Теофімо Лопеса, де «Лютий» здобув перемогу розділеним рішенням. Після цього Джордж зазнав 2 поразок поспіль у боях за абсолютне чемпіонство від Девіна Хейні.
Максі Г'юз (26-5-2, 5 КО), 9-й номер рейтингу The Ring у легкій вазі, виступає на професійному рингу з 2010 року. Протягом більшої частини своєї кар'єри він виступав на місцевому рівні, а коли вийшов вищий рівень, зазнав великої кількості поразок, зокрема, в боях за титул чемпіона BBBofC в легкій вазі від Мартіну Джей Ворду (UD 12) та від Сема Боуена (TKO 8).
4 вересня 2021 року Г'юз здобув титул IBO у легкій вазі, здолавши Джованні Страффона. Після цієї перемоги він провів 2 успішні захисти поясу (проти Раяна Волша (UD 12) та проти Кіда Галахада (MD 12)).

## Час початку
Мейнкард розпочався о 3:00 за київським часом, а бій Камбососа проти Г'юза — о 6:00.

## Перебіг поєдинку
Чемпіон IBO розпочав бій краще ніж Камбосос. Він наносив ефективні праві хуки та вчасно контратакував. У третьому раунді Камбосос пропустив потужний удар по корпусу і у відповідь почав працювати агресивніше, таким чином перехопивши ініціативу.
У п'ятому раунді Г'юз провів успішну контратаку і наніс австралійцю розсічення біля правого ока. Проте після цього дуже скоро у британця також було розсічення (біля лівого ока), так як «Лютий» спровокував зіткнення головами.
У сьомому раунді Камбосос провів успішну атаку лівим хуком. Чемпіонські раунди пройшли з перевагою Г'юза, проте судді віддали перемогу австралійцю, що на думку багатьох експертів було несправедливим.

## Суддівські записки
| Суддя           | Боксер          | 1  | 2  | 3  | 4  | 5  | 6  | 7  | 8  | 9  | 10 | 11 | 12 | Загалом |
| --------------- | --------------- | -- | -- | -- | -- | -- | -- | -- | -- | -- | -- | -- | -- | ------- |
| Девід Сазерленд | Джордж Камбосос | 10 | 9  | 9  | 9  | 9  | 9  | 10 | 10 | 10 | 10 | 9  | 10 | 114     |
| Девід Сазерленд | Максі Г'юз      | 9  | 10 | 10 | 10 | 10 | 10 | 9  | 9  | 9  | 9  | 10 | 9  | 114     |
|                 |                 |    |    |    |    |    |    |    |    |    |    |    |    |         |
| Джозеф Мейсон   | Джордж Камбосос | 10 | 10 | 9  | 10 | 9  | 10 | 10 | 10 | 10 | 10 | 9  | 10 | 117     |
| Джозеф Мейсон   | Максі Г'юз      | 9  | 9  | 10 | 9  | 10 | 9  | 9  | 9  | 9  | 9  | 10 | 9  | 111     |
|                 |                 |    |    |    |    |    |    |    |    |    |    |    |    |         |
| Джеральд Ріттер | Джордж Камбосос | 10 | 10 | 9  | 10 | 9  | 10 | 10 | 9  | 10 | 9  | 10 | 9  | 115     |
| Джеральд Ріттер | Максі Г'юз      | 9  | 9  | 10 | 9  | 10 | 9  | 9  | 10 | 9  | 10 | 9  | 10 | 113     |
| Джерело:        |                 |    |    |    |    |    |    |    |    |    |    |    |    |         |